# Atsushi Uchiyama
Atsushi Uchiyama (Shimizu (avui Shizuoka), Prefectura de Shizuoka, Japó, 29 de juny de 1959) és un futbolista japonès que disputà dos partits amb la selecció japonesa.